# 山古志復興新ビジョン研究会
山古志復興新ビジョン研究会（やまこしふっこうしんビジョンけんきゅうかい）は、新潟県中越地震によって壊滅的な被害を受けた新潟県山古志村（のち長岡市山古志）が地域崩壊の危機に直面していたことを受けて、地域を再生するために地域産業や経済再生を目指す非営利団体である。
2004年、周辺地域の大学や関連研究機関と連携を取り、協議会として、山古志村周辺地域の再生計画を策定することを目的として発足した。地域の再生ではなく、震災前より暮らしやすい快適な地域となるよう活動を続けている。おもな策定としては、復興リーディング・プロジェクトをあげている。
2014年現在、大きな活動をしているかは不明である。